# Пауерліфтинг на літніх Паралімпійських іграх 2012
Змагання з важкої атлетики на літніх Паралімпійських іграх 2012 року пройшли у Виставковому центрі Лондона з 30 серпня по 5 вересня 2012 року. 

## Змагання

### Чоловіки
| Змагання     | Золото         | Срібло            | Бронза           |
| ------------ | -------------- | ----------------- | ---------------- |
| 48 кг        | Якубу Адесокан | Влодимир Балінец  | Таха Абдельмагід |
| 52 кг        | Ци Фен         | Ікечекву Обічукву | Влодимир Кривуля |
| 56 кг        | Шеріф Отман    | Ентоні Улонам     | Джан Ван         |
| 60 кг        | Надер Мораді   | Іфеані Ннаджіофор | Куанці Янг       |
| 67.5 кг      | Лей Лю         | Рухалла Ростамі   | Шаабан Ібрагім   |
| 75 кг        | Алі Хоссеїні   | Мохамед Елельфат  | Пен Ху           |
| 82.5 кг      | Маджид Фарзін  | Гу Цзяофеї        | Метвалі Матана   |
| 90 кг        | Хані Абделхаді | Кай Хуїчао        | Павлос Мамалос   |
| 100 кг       | Мохамед Елдіб  | Ци Дон            | Алі Садегжадех   |
| понад 100 кг | Сіаманд Рахман | Фаріс Аль-Аджеелі | Чун Кен-Бе       |

### Жінки
| Змагання      | Золото        | Срібло               | Бронза          |
| ------------- | ------------- | -------------------- | --------------- |
| 40 кг         | Назміє Муслу  | Же Цю                | Зой Ньюсон      |
| 44 кг         | Іворі Нвокорі | Чигдем Деде          | Лідія Соловйова |
| 48 кг         | Естер Оєма    | Олеся Лафіна         | Шаншан Ші       |
| 52 кг         | Джой Онаолапо | Тамара Подпальная    | Цюйдзюан Цяо    |
| 56 кг         | Фатма Омар    | Люсі Еджіке          | Озлем Бечеріклі |
| 60 кг         | Амалія Перез  | Ян Ян                | Амаль Махмуд    |
| 67.5 кг       | Сухад Газуані | Юдзяо Тан            | Вікторія Ннеджі |
| 75 кг         | Таоїн Фу      | Фолашад Олувафеміайо | Цу-Хюй Лін      |
| 82.5 кг       | Лавлін Обіджі | Ранда Махмуд         | Цю Янмеї        |
| понад 82.5 кг | Грейс Енозі   | Хеба Ахмед           | Перла Барсенас  |

## Медальний залік
| Місце | Країна           | Золото | Срібло | Бронза | Всього |
| ----- | ---------------- | ------ | ------ | ------ | ------ |
| 1     | Нігерія          | 6      | 5      | 1      | 12     |
| 2     | Єгипет           | 4      | 3      | 4      | 11     |
| 3     | Іран             | 4      | 1      | 1      | 6      |
| 4     | Китай            | 3      | 6      | 6      | 15     |
| 5     | Туреччина        | 1      | 1      | 1      | 3      |
| 6     | Мексика          | 1      | 0      | 1      | 2      |
| 7     | Франція          | 1      | 0      | 0      | 1      |
| 8     | Росія            | 0      | 3      | 1      | 4      |
| 9     | Ірак             | 0      | 0      | 1      | 1      |
| 10    | Велика Британія  | 0      | 0      | 1      | 1      |
| 10    | Греція           | 0      | 0      | 1      | 1      |
| 10    | Республіка Корея | 0      | 0      | 1      | 1      |
| 10    | Тайвань          | 0      | 0      | 1      | 1      |
| 10    | Україна          | 0      | 0      | 1      | 1      |